# Фернандо Орлеанський
Фернандо Орлеанський (ісп. Fernando María de Orleans y Borbón; 29 травня 1859, Санлукар-де-Баррамеда — 3 грудня 1873, Ла-Шапель-Сен-Мемен) — інфант Іспанії.
Син Антуана Орлеанського, герцога де Монпасьє, та його дружини Луїзи Фернанди де Борбон, інфанти Іспанії, сестри королеви Ізабелли II. Отримав звання інфанта Іспанії 10 жовтня 1859 року, виріс і навчався в Севільї, в палаці Дуеньяс, де мешкали його батьки, з якими він поїхав у вигнання у Францію після смерті під час трауру немовляти Енріке (1870). Навчався у школі-інтернаті Малої семінарії у Ла-Шапель-Сен-Мемен, де він помер у віці чотирнадцяти років.
Похований у королівській усипальні в Дре.
Нагороджений у день хрещення Великим Хрестом Ордена Карлоса III, кавалер Ордена Золотого Руна (28 листопада 1859 року).